# Semisuturia pahangensis
Semisuturia pahangensis là một loài ruồi trong họ Tachinidae.